# Воевода, Михаил Иванович
Михаи́л Ива́нович Воево́да (род. 14 ноября 1957 года, Новосибирск, СССР) — российский учёный-генетик, специалист в области генетики терапевтических заболеваний, член-корреспондент РАМН (2005), академик РАН (2016).

## Биография
Родился 14 ноября 1957 года в Новосибирске.
В 1982 году — окончил Новосибирский государственный медицинский университет, затем обучался в клинической ординатуре по специальности «внутренние болезни».
Далее в ГУ НИИ терапии СО РАМН прошел служебные ступени от старшего лаборанта до заместителя директора по научной работе.
С 1990 по 2003 годы — заместитель директора по научной работе ГУ НИИ терапии СО РАМН.
С 2003 года по настоящее время — директор Научно-исследовательского института терапии и профилактической медицины (НИИТПМ СО РАМН), одновременно — профессор кафедры фундаментальной медицины медицинского факультета НГУ.
С 2007 года — руководитель Научно-образовательного Центра «Генетика заболеваний человека» Университета.
С 2003 года (по совместительству) — заведующий сектором молекулярной эпидемиологии и эволюции человека Института цитологии и генетики СО РАН, с 2012 года — заведующий лабораторией молекулярной генетики человека.
В 2005 году — избран членом-корреспондентом РАМН.
В 2014 году — стал членом-корреспондентом РАН (в рамках присоединения РАМН и РАСХН к РАН).
В 2016 году — избран академиком РАН (Отделение медицинских наук РАН).

## Научная деятельность
Специалист в области генетики терапевтических заболеваний.
Ведет исследования в области изучения роли наследственных факторов при различных заболеваниях человека, освоением новых методов молекулярно-генетических исследований.
В настоящее время основные направления научной деятельности: молекулярно-генетические основы мультифакториальных и наследственных заболеваний, молекулярно-эпидемиологическая характеристика разнообразия генофонда населения Северной и Центральной Азии, разработка методов молекулярно-генетического анализа вариабельности генома человека. Развиваемая им тематика органически интегрировалась во все клинические и эпидемиологические исследования института, способствовала привлечению внимания большого числа исследователей Сибири к генетическим проблемам патологии человека.
Получил новые данные о распространенности в различных этнических группах Северной Азии мутаций, ответственных за развитие ряда наследственных заболеваний, и полиморфизме генов, влияющих на формирование предрасположенности к мультифактореальным патологическим состояниям. Установил наличие выраженных различий генофондов коренного и пришлого населения по этим характеристикам. Показал, что связь генетических маркеров с различными фенотипическими показателями, отличается в этнических группах.
Под его руководством выполнено более 10 докторских и 30 кандидатских диссертаций.
Общее количество его научных публикаций — более 700.
Ответственный секретарь «Сибирского научного медицинского журнала», член редакционных коллегий журналов «Вавиловский журнал генетики и селекции», «Атеросклероз».